# Theodulpass
Der Theodulpass (walserdeutsch: Theoduljoch, italienisch Colle del Teodulo, französisch Col du Saint-Théodule), vom 16. bis zum Ende des 18. Jahrhunderts Augsttalpass (zu Augst, dem früheren deutschen Namen von Aosta, lateinisch Augusta Praetoria), später bis Anfang des 19. Jahrhunderts einfach auch Walliser Pass, dann Matterjoch genannt, ist ein  3295 m ü. M. (Stand 2009) hoher vergletscherter Pass in den Walliser Alpen zwischen dem Matterhorn und dem Breithorn.

## Geographie

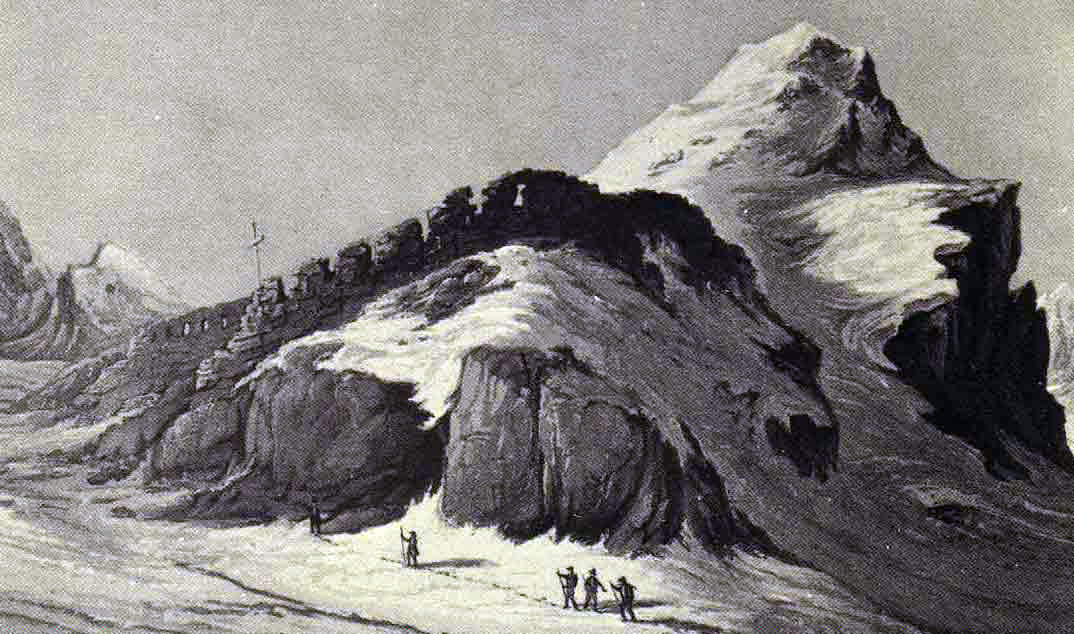
Der Theodulpass um 1800

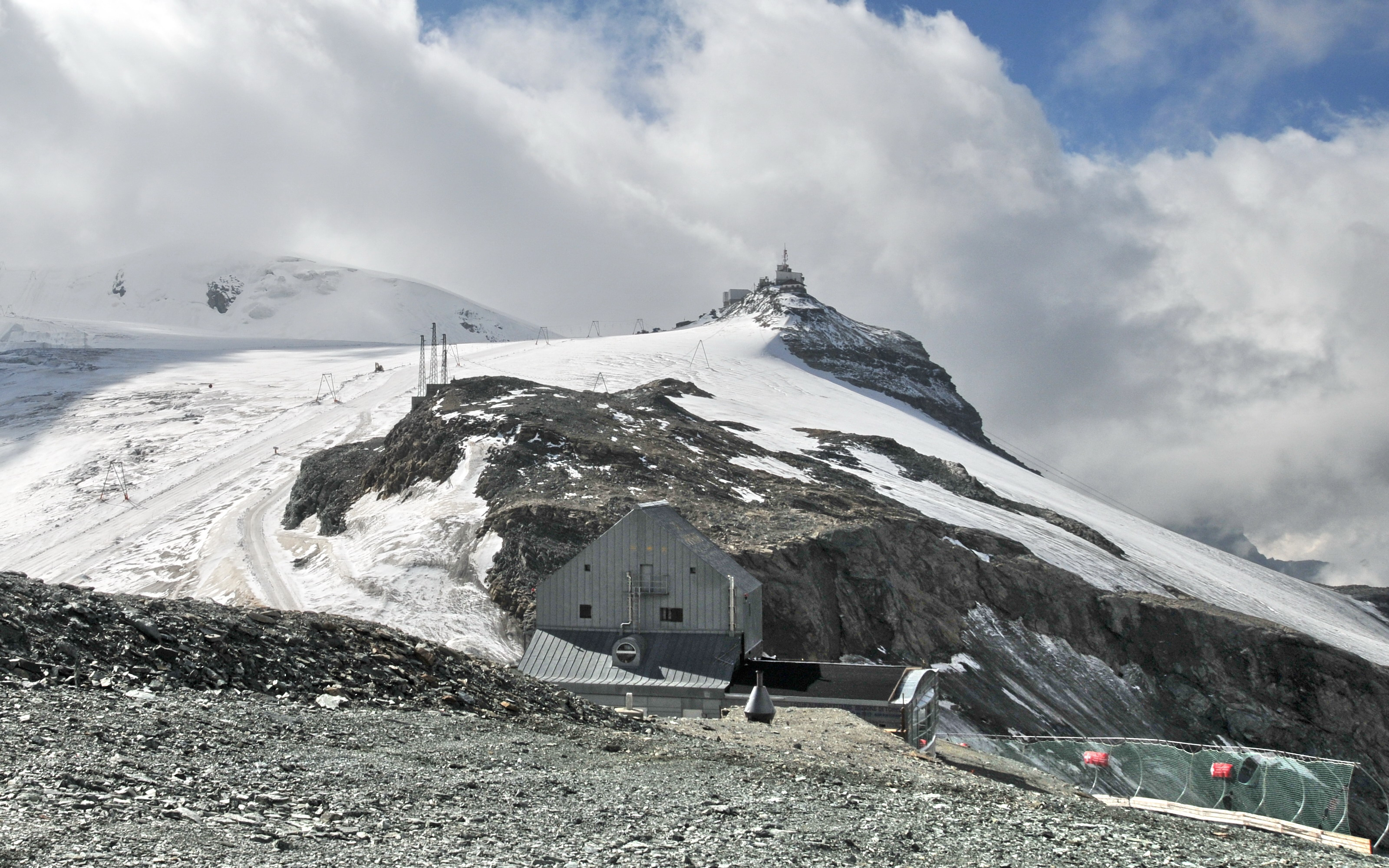
Blick von der Bergstation des Bontadini-Lifts auf Theodulhütte und Testa Grigia

Der Pass, über den die Grenze zwischen Italien und der Schweiz verläuft, verbindet Zermatt im Mattertal mit Breuil-Cervinia im Valtournenche. Die Besonderheit des Theodulpasses ist seine grosse Höhe von 3295 m ü. M. (2009): Kein anderer Alpenpass von vergleichbarer Bedeutung liegt höher als 2900 m ü. M. Der Theodulpass war stets ein wichtiger Übergang in den Walliser Alpen. Ein Steinbeil, das 1895 gefunden wurde, stammt aus der Bretagne und wird auf die Zeit des Neolithikums (4000 bis 3500 vor Christus) datiert. Es deutet darauf hin, dass der Pass bereits in jener Zeit (allerdings nur im Sommer) benutzt wurde. Nahe der Passhöhe wurde zudem ein römischer Münzschatz aus dem 1. bis 4. Jahrhundert nach Christus gefunden. Diesen kann man heute im Alpinen Museum in Zermatt besichtigen.
Der Pass ist auf den beidseitig angelegten Skipisten ganzjährig zu begehen. Auf der Nordseite des Passes führen die Skipisten über den hier fast ebenen Oberen Theodulgletscher. Die italienische Westseite des Passes ist eisfrei. Unmittelbar oberhalb der Passhöhe befindet sich die italienische Theodulhütte.

## Geschichte
Als sich die Gletscher während der Wärmephase um 1000 bis 1300 weit zurückgezogen hatten, war der Theodulpass auch auf der Nordseite eisfrei. Aus dem 13. Jahrhundert stammen die teilweise gepflästerten Saumwege, deren Überreste heute noch zu sehen sind. Die Walser, welche sich in der ersten Hälfte des 13. Jahrhunderts in den Südtälern der Walliser Alpen ansiedelten (Val d’Ayas und Lystal/Vallée du Lys), wanderten ebenfalls über diesen Pass. Die erste namentliche Erwähnung findet der Theodulpass bei S. Münster 1543 als Augstalberg und Mons Sylvius oder Siluius, d. h. auf Deutsch zurückübersetzt Salasserberg (wie z. B. beim Safierberg mit Berg-Passübergang in das Tal der Salasser), dann aber fälschlicherweise als Silvius=deutsch «wild» gedeutet. Letztere Bezeichnung wurde erst danach vom Passübergang auf das Matterhorn nebenan übertragen. 1688 wurde auf dem Pass eine savoyische Bastion errichtet. Der Gletscherforscher D. Dollfuss richtete in der zur Schutzhütte umfunktionierten ehemaligen Bastion 1865 eine meteorologische Station ein.
Zu Ehren des in Sitten wirkenden Bischofs Theodul wurde der Pass nach ihm ab Ende des 17. Jahrhunderts bezeichnet. In der Dufourkarte von 1862 hiess der Pass aber immer noch «Matterjoch».

## Erschliessung
Heute ist die Gegend um den Theodulpass durch Luftseilbahnen sowohl von der schweizerischen als auch von der italienischen Seite her erschlossen und dient vor allem dem Skitourismus.
Auf der italienischen Seite befindet sich mit dem Bontadini-Lift der höchste theoretisch mit Motorfahrzeugen anfahrbare Punkt in den Alpen, die Anfahrt ohne Genehmigung ist aber seit 1985 untersagt. Der von der italienischen Seite aus befahrbare Weg hat auf der Denzel-Alpenstraßen-Skala einen Wert von SG 5.